# Ilfracombe
Ilfracombe es una localidad con estatuto de parroquia civil y balneario situada en la costa septentrional de Devon, en el Canal de Brístol, en Inglaterra, que consiste en un pequeño puerto rodeado por acantilados y que forma parte administrativamente de Devon Del norte.
La parroquia se extiende a lo largo de la costa desde los 'Coastguard Cottages' en Hele Bay hacia el este y 4 millas a lo largo de Torrs a Lee Bay hacia el oeste. El complejo es montañoso y el punto más alto dentro del límite de la parroquia es en 'Hore Down Gate', 2 millas hacia el interior y 270 m (860 pies) sobre el nivel del mar.
El promontorio Hillsborough Hill domina el puerto y es un sitio de un asentamiento fortificado de la Edad del Hierro.  En la parte construida de la villa está el Landmark Theatre, galardonado con un premio arquitectónico, y que es amado u odiado por su inusual diseño de doble cono. La iglesia parroquial del siglo XIII, Holy Trinity, y la capilla de San Nicolás (un faro) en Lantern Hill, constituyen junto  a la estatua propiedad de Damien Hirst, Verity, como otros puntos de interés.

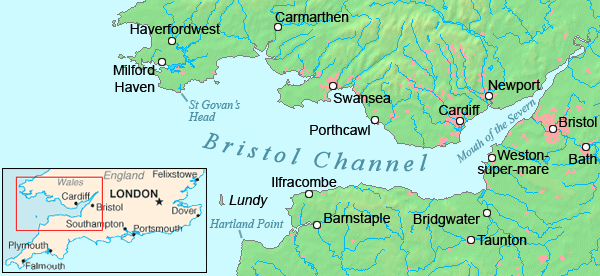
Mapa del Canal de Brístol, donde aparece Ilfracombe.

## Historia
Ilfracombe se estableció desde la Edad del Hierro, cuando los Dumnonii (el nombre romano para los habitantes del suroeste) establecieron un fuerte de colina en la colina dominante, Hillsborough (antiguamente Hele's Barrow). El origen del nombre de la ciudad tiene dos posibles orígenes. El primero es que es un derivado del Alfreinscoma anglosajón, por cuyo nombre se nombra en el Liber Exoniensis de 1086. La traducción de este nombre (de Walter William Skeat del departamento de Anglo Saxon en la Universidad de Cambridge ) significa el "Valle de los hijos de Alfred". El segundo origen es que el nombre Ilfracombe se derivó de Norse illf (malo), y del anglosajón (malvado vado) y cumb anglosajón (valle), tal vez de una fuente celta (comparar con el galés cwm), por lo tanto sería 'El valle con el mal vado'.
La casa solariega de Chambercombe, en el este de Ilfracombe, fue registrada en el Domesday Book de 1086 como construida por un caballero normando llamado Champernon (de Chambernon en Francia) que desembarcó con Guillermo de Normandía. También se dice que está embrujada.
Ilfracombe comprendía dos comunidades distintas; una comunidad agrícola alrededor de la iglesia parroquial llamada Holy Trinity , partes de las cuales datan del siglo XII, y una comunidad de pescadores alrededor del puerto natural formado entre Capstone, Compass y Lantern Torrs. Se registra que las tierras de la iglesia eran parte de la propiedad propiedad de la familia Champernowne , mientras que las del puerto pertenecían a la familia Bouchier: Condes de Bath.

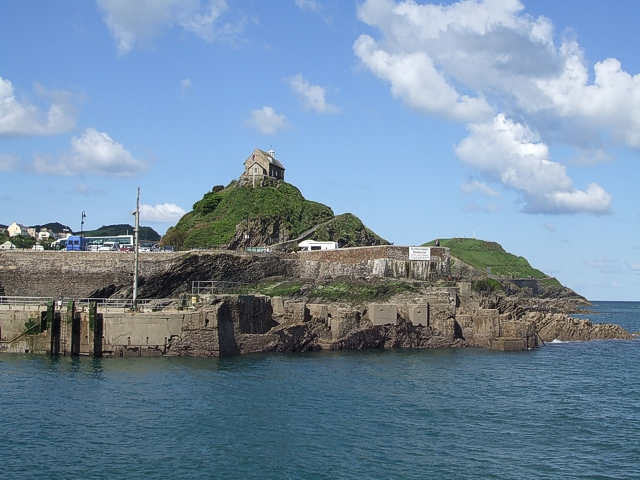
La capilla de St. Nicholas sobre la Lantern Hill.

Debido a la disposición natural del puerto, Ilfracombe se convirtió en un importante puerto seguro (puerto de refugio registrado) en el canal de Bristol. También tenía rutas comerciales entre Kinsale y Tenby, lo que fortaleció el puerto. En 1208 se incluyó en la lista de los que había proporcionado al rey Juan barcos y hombres para invadir Irlanda. En 1247 suministró un barco a la flota que fue enviada a conquistar las Islas Occidentales de Escocia. Seis barcos, con 79 hombres, fueron enviados para apoyar el asedio de Calais. Ilfracombe fue el último punto de desembarco de dos grandes fuerzas enviadas para someter a los irlandeses. El edificio que se encuentra en Lantern Hill junto al puerto, conocido como la Capilla de San Nicolás (construida en 1361) tiene fama de ser el faro en funcionamiento más antiguo del Reino Unido, ha habido una luz/baliza allí durante más de 650 años.
En la ciudad también vivió la familia Bowen. James Bowen era el maestro de navegación del HMS Queen Charlotte, el buque insignia de Richard Howe, conde de Howe en la batalla de 1794 "Glorioso primero de junio". James Bowen fue comisionado por Howe por su liderazgo en la batalla. Ascendió por los niveles: comandante del HMS Argo, Dreadnought, y en la Inglaterra georgiana fue nombrado "defensor de Madeira", y dirigió la flota que rescató al ejército británico en La Coruña en la Guerra de la Independencia Española. Se retiró como contraalmirante y comisionado de la Royal Navy. El Capitán Richard Bowen (1761-97) El hermano menor de James Bowen, un comandante en HMS Terpsichore , sirvió bajo Lord Nelson y murió en la batalla de Santa Cruz de Tenerife. John Bowen (1780-1827), hijo de James Bowen y oficial naval y administrador colonial, fundó el primer asentamiento de Tasmania en Risdon Cove en 1803, el asentamiento que más tarde se conocería como Hobart. [6] El teniente AE Down fue enviado inicialmente a Ilfracombe para dirigir un barco de protección para las aduanas y los impuestos indirectos. Se casó con una chica local y se elevó a través de los niveles para retirarse como vicealmirante. Su hijo se unió a la armada a la edad de 14 años (su primer uniforme de la marina está en exhibición en el Museo Marítimo Nacional del Reino Unido) en Greenwich). En 1802, James Meek se casó con la hija de Down y se estableció en la ciudad, James Meek fue nombrado contralor de Victorias a la Royal Navy en 1832. Fue nombrado caballero, y murió en Ilfracombe en 1852. (según la Gentile's Gazette).
Había una fortaleza de madera que daba al puerto, de la que no queda nada, excepto los registros contemporáneos y el área designada como Castle Hill, frente a Portland Street / Montepellier Terrace.

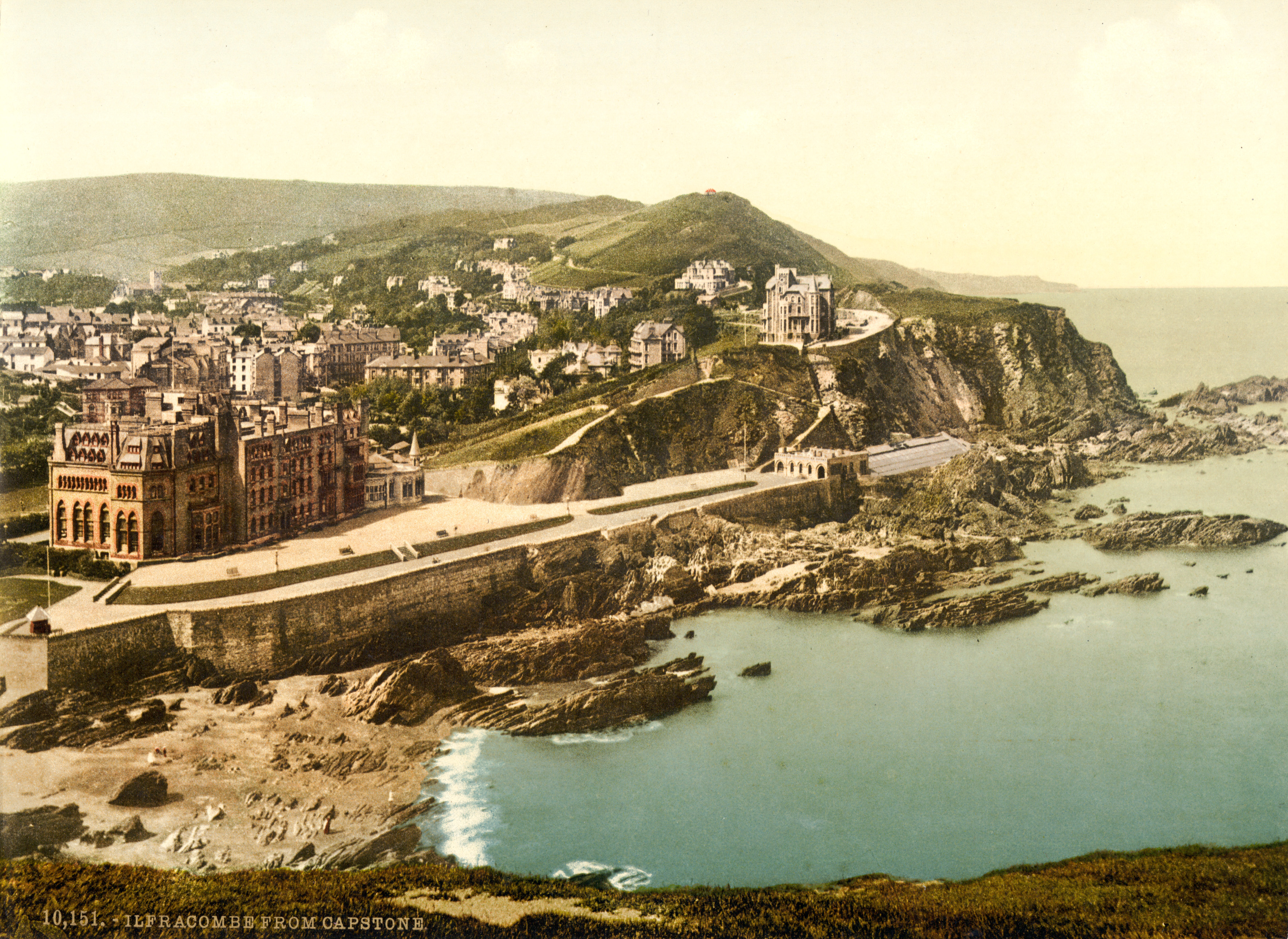
Fotocromo de Ilfracombe, hacia la década de 1890.

La novelista Fanny Burney se hospedó en Ilfracombe en 1817. Sus entradas en el diario [7] (del 31 de julio al 5 de octubre) registran la vida en Ilfracombe a principios del siglo XIX: un barco español capturado, dos barcos en peligro en una tormenta, la visita de Thomas Bowdler; y su escape de la suerte después de ser interrumpida por la marea. Unos años más tarde, en la década de 1820, un conjunto de cuatro túneles fueron excavados a mano por mineros galeses para permitir el acceso a las playas en carruajes tirados por caballos, así como a pie. Anteriormente, se conseguía el acceso subiendo por los acantilados, rodeando el punto en bote, nadando o en las mareas más bajas trepando por las rocas del punto. Estos túneles dieron lugar a un par de charcas de mareas, que de acuerdo con la moral victoriana, se utilizaron para el baño separado de hombres y mujeres. Mientras que las mujeres estaban obligadas a un estricto código de vestimenta que cubría todo el cuerpo, los hombres generalmente nadaban desnudos. Los túneles todavía se pueden ver y están señalizados como túneles de playas.
En 1856, la escritora Mary Ann Evans (seudónimo de George Eliot) acompañó a George Henry Lewes a Ilfracombe para reunir materiales para su obra Seaside Studies, publicada en 1858. En tiempos más recientes, el actor Peter Sellers vivió en la ciudad cuando sus padres administraron el Gaiety Theatre. Primero pisó el escenario y supuestamente tocó la batería. Otro actor, Terry Thomas, visitó la ciudad con frecuencia para quedarse con su hermana, y en el mismo período Joan y Jackie Collins fueron educados aquí y se alojaron en la ciudad. En las últimas dos décadas, la ciudad ha sido la sede de muchos artistas, incluyendo a Damien Hirst, y George Shaw, finalista del Premio Turner. Hay un festival de arte anual cuando los artistas locales abren sus hogares para que los visitantes vean su trabajo y hay entre siete y diez galerías de arte permanentes. El primer bote salvavidas de la ciudad fue comprado en 1828, sin embargo un servicio permanente no estuvo disponible hasta que la Royal National Lifeboat Institution construyó una estación de botes salvavidas en el fondo de Lantern Hill cerca del muelle, en 1866. La estación actual en Broad Street data de 1996.
En 1911, la nacionalista irlandesa Anna Catherine Parnell (hermana de Charles Stewart Parnell) se ahogó en Ilfracombe y está enterrada en el cementerio de Holy Trinity.
La señorita Alice Frances Louisa Phillips (nacida el 26 de enero de 1891 en 85 High Street, Ilfracombe) y su padre el señor Escott Robert Phillips (nacido en 1869 en Cardiff) celebraron el segundo boleto de clase 2 en el Titanic y zarparon de Southampton el 10 de abril de 1912 rumbo a New Brighton, Pensilvania. Alicia fue rescatada en el bote 12, pero su padre se perdió en el desastre.

## Organización administrativa

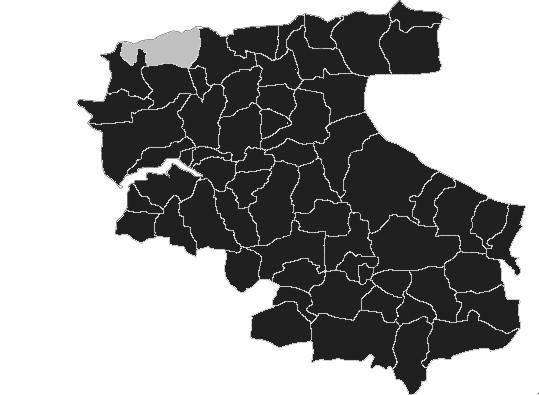
Organización de Devon del norte con Ilfracombe destacado.

Ilfracombe se encuentra dentro de la circunscripción parlamentaria de North Devon, y de la región europea del suroeste de Inglaterra. El actual miembro del parlamento británico por North Devon es el conservador Peter Heaton-Jones. Anteriormente estuvo representado por el demócrata liberal Nick Harvey de 1992 a 2015. [11] Hay tres colegios electorales llamados Ilfracombe (Central, Este y Oeste). El barrio se desvía un poco fuera de los límites de la ciudad y la cifra total del censo de 2011 es 11.509 habitantes.
Los tres consejos que rigen las actividades en la ciudad son el Consejo del Condado de Devon, el Consejo del Distrito del Norte de Devon y el Ayuntamiento de Ilfracombe. Los consejos cubren diferentes áreas de responsabilidad:
- Las vías de comunicación, educación, asuntos económicos, servicios para jóvenes y los servicios sociales están cubiertos por el Consejo del Condado de Devon con sede en County Hall, Exeter, a la que Ilfracombe envía un miembro electo.
- Alojamiento, recolección de residuos, limpieza de calles, jardines y parques, puerto, Cultura y ocio, autorizando y la planificación están cubiertas por Consejo de Distrito de Devon Del norte, Barnstaple para el que Ilfracombe elige cinco miembros (dos cada cual de Ward Del oeste y Centrales y uno de Ward Del este). El Consejo de Distrito de Devon del norte tiene oficinas de área en el Centro en la high Street de Ilfracombe.
- El Ayuntamiento, que tiene 3 wards y 18 miembros (7 de Ward Del oeste y Centrales y 4 del Este Ward) actos como el vigilante a los otros dos consejos mientras que también desarrollan iniciativas locales que poseen y dirigen el Centro Ilfracombe y apoyando muchas asociaciones comunitarias y actividades. Siguiendo el éxito del desarrollo del ayuntamiento del Centro Ilfracombe, el consejo tiene en 2010 desarrollado y publicó una revisión comprensible de la estrategia de desarrollo de la ciudad perfilada en el Plan de Acción Estratégico creado por la Alianza Comunitaria de Ilfracombe. El documento nuevo del ayuntamiento, disponible en el sitio web del consejo, da el marco dentro que lo dirigirá la regeneración futura de la comunidad hacia 2025.

Ilfracombe está hermanada con Herxheim en Alemania y Ifs en Francia.

## Geografía

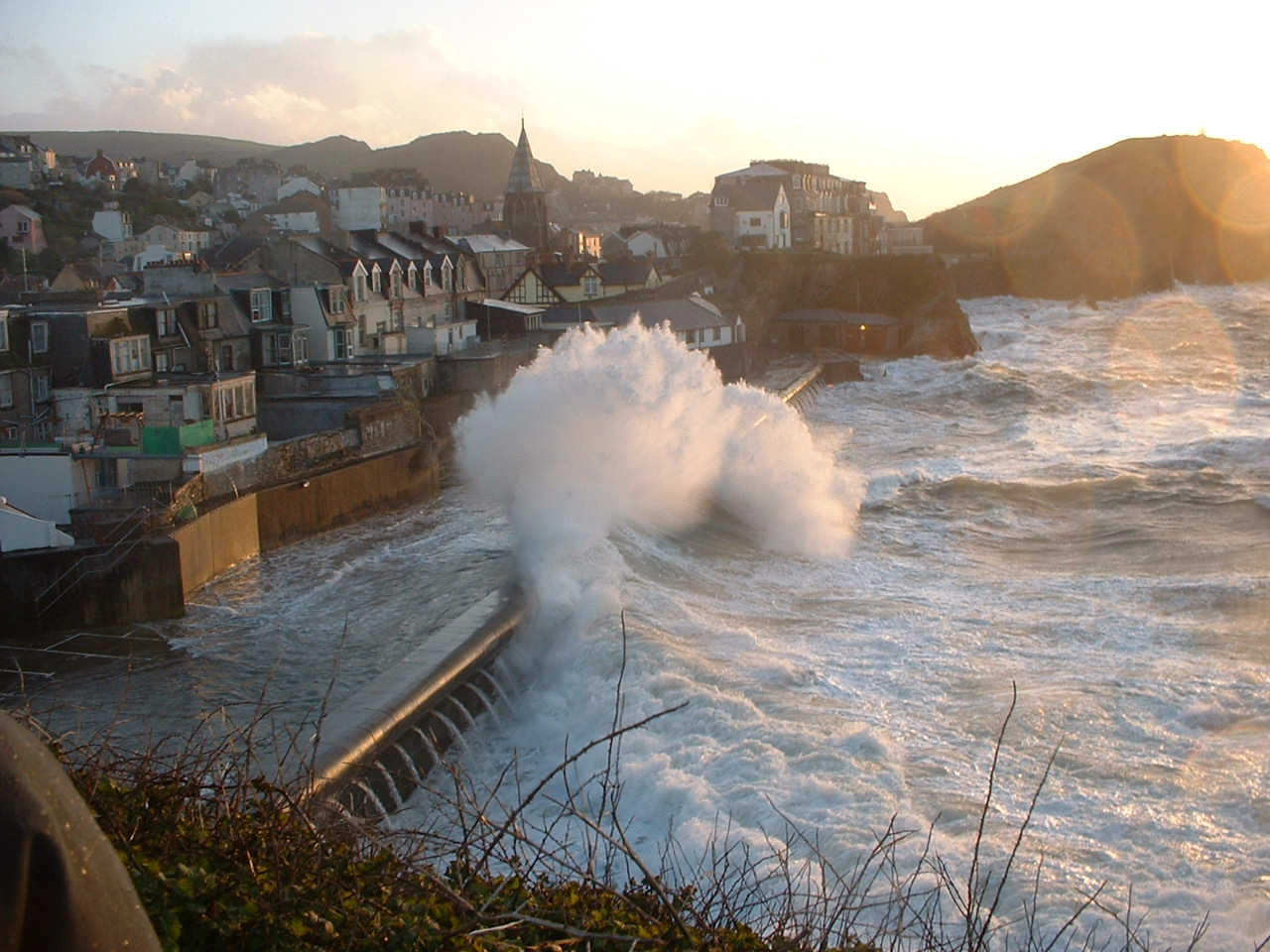
Vista de la capilla de St. Nicholas durante una tormenta.

Ilfracombe se superpone a pizarras formadas a partir de rocas sedimentarias que sufrieron estrés geológico (creando fallas y pliegues), hacia el final del Período Carbonífero , hace unos 300 millones de años. Estas son conocidas como las pizarras de Ilfracombe . Ilfracombe se encuentra dentro de las áreas de excepcional belleza natural de North Devon, famosa por sus espectaculares acantilados costeros y su paisaje. Hillsborough, que se encuentra cerca del centro de la ciudad, es una reserva natural local, y alrededor de la ciudad hay muchos otros refugios para la vida silvestre, entre los que destaca el Cairn . La costa en sí es parte del área de conservación marina voluntaria del norte de Devon debido a sus diversas y raras especies.

## Demografía
Durante los tiempos de auge del turismo en la década de 1950 no había una fuerza de trabajo local lo suficientemente grande para atender las necesidades de la industria del turismo durante los meses de verano. Muchas empresas locales se anuncian en ciudades del norte como Manchester y Liverpool para afrontar este problema. Esta "migración interna" causó problemas sociales y fricción entre estas personas y las con una larga historia de residencia. En su apogeo, más de 10 000 turistas utilizaban el ferrocarril cada sábado durante la temporada alta, y los transbordadores de pasajeros traían aún más. Cuando el mercado turístico se tambaleó con la llegada de paquetes turísticos extranjeros baratos en la década de 1960, y el cierre del ferrocarril, los niveles de desempleo aumentaron. En 2001, Ilfracombe Central Ward fue designada como zona de salida súper privada en Devon. 
Estos problemas ahora están siendo abordados por la implementación de esquemas de gobierno local como el proyecto Mystart (anteriormente llamado Sure Start) para ayudar a apoyar a las familias con niños pequeños y, desde 2004, el programa de Transformación de la gestión del vecindario. Ambos fueron los primeros esquemas de desarrollo social patrocinados por el gobierno que cubren áreas rurales en Inglaterra. Mejor vigilancia policial, uso de guardias de vecindario y cámaras de vigilancia han llevado a una reducción de las tasas de criminalidad registradas por la policía en el sitio web policial a niveles más cercanos al promedio de North Devon (una fracción de los nacionales).
Más recientemente, un estudio de mosaico de 2009 encontró que todas las áreas de la ciudad están pobladas en su mayoría por comunidades de orígenes de ciudades manufactureras muy unidas, mientras que las parroquias circundantes están pobladas predominantemente por personas que viven lejos de la zona urbana. El estudio también encontró que al sur del centro de la ciudad hay un gran contingente de familias ascendentes que viven en hogares comprados a propietarios sociales, mientras que en el sudoeste de la ciudad, muchas familias de bajos ingresos viven en viviendas sociales.

## Economía

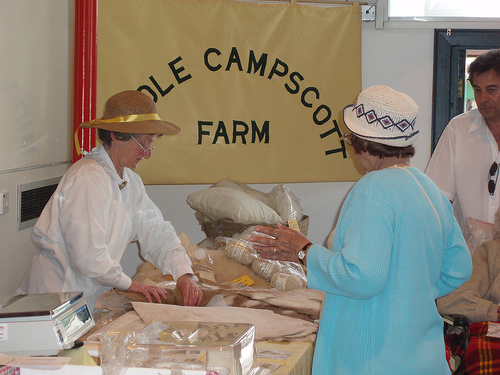
El fortnightly Ilfracombe labradores' mercado

Hasta mediados del siglo XIX, la economía de Ilfracombe se basaba en actividades marítimas: importaba limas y carbón de Gales; pesca de arenque; y el comercio internacional, incluso al oeste de África y las Indias Occidentales . Durante el reinado de Jorge III y el Período Regencia, la ciudad fue sede de muchos personal de la armada: cuatro almirantes, numerosos capitanes y otros marinos comisionados y no comisionados.
La ciudad gradualmente se convirtió en un centro turístico servido por transbordadores a lo largo del canal de Bristol. La apertura del ferrocarril aceleró este desarrollo. La población creció hasta la Primera Guerra Mundial, luego se estabilizó en 9200 habitantes, y en la actualidad es de alrededor de 11 000. La economía sufrió durante la década de 1960 a medida que los patrones de vacaciones en el Reino Unido cambiaron, y sufrieron aún más por el cierre de la línea de ferrocarril en 1970.
En los últimos 25 años, se han agregado a la economía local grandes inversiones de compañías privadas de «ingeniería ligera». Entre estas compañías se incluyen Pall Europe, un fabricante de filtros con 700 empleados en el sitio y la sede europea TDK-Lambda, una subsidiaria de TDK Corporation que fabrica suministros de energía industriales y médicos. Varias empresas de ingeniería ligera ofrecen empleo adicional y operan dentro de un par de millas del centro de la ciudad en Mullacott Cross. Hay 3 barcos de pesca de altura que navegan desde el puerto y varias embarcaciones de bajura que cultivan langosta, cangrejos y buccinos locales. En una encuesta (de 2011) para el programa financiado por la UE se informó que el 90 % de las capturas marítimas locales se exportan a Francia y España. Hay muchos operadores privados de chárters, cruceros marítimos y costeros que navegan desde el puerto.
Un estudio de empleo realizado por MORI en 2005 para Transform (proyecto de gestión de vecindario del gobierno del Reino Unido) y por Roger Tym & Partners para la Ilfracombe Community Alliance mostró que el sector servicios (incluye hoteles y cáterin) al 76 % es 2 veces más alto que el de North Devon (40,1 %) y el de la media de todo Devon (33,7 %). El 51 % de las empresas se encuentran dentro del sector de distribución, hoteles y restaurantes. El 12,8 % pertenece al sector bancario, financiero y de seguros. El 11,9 % pertenece a la administración pública, la salud y la educación. 
La high Street continúa prosperando, a pesar de la llegada fuera de la zona de las tiendas de supermercados por los grandes minoristas. Los negocios de High Street en 2010 incluyen los principales bancos y sociedades de construcción y pequeñas sucursales de muchas cadenas de tiendas nacionales o regionales, pero todavía tiene ferreterías tradicionales y carnicerías, panaderías y floristerías locales, que hasta cierto punto mantienen su carácter individual tradicional.
En 2010-11 North Devon + organizó una serie de reuniones públicas con el objetivo de establecer un foro para representar a las empresas ya que no había una organización activa que representara a toda la comunidad empresarial. Como resultado, COMBEbusiness, una empresa sin fines de lucro, se estableció en abril de 2011 con el objetivo de promover el negocio en Ilfracombe, Woolacombe y Combe Martin. COMBEbusiness realiza eventos comerciales el primer miércoles de cada mes y representa a las empresas de la ciudad en sus tratos con los consejos, el gobierno y otros organismos.

## Transporte

### Carreteras
Ilfracombe se encuentra en el extremo sur de la A361 , la carretera A- 3 más larga de Inglaterra. El A361 termina en la A5 en Kilsby en la frontera de Northamptonshire - Warwickshire cerca de Rugby . Esta carretera es la conexión principal de la ciudad con la autopista Suroeste de Inglaterra , la M5 , Golden Coast Amusements (también conocido como "aka": Family Fun Center), 14-18 Belgrave Promenade, Wilder Road, Ilfracombe en 1999 y High Street Car Park en Ilfracombe, 91-95 High Street, Ilfracombe, Devon EX34 9NH.

### Autobús y ferrocarril
Desde 1874, Ilfracombe fue servida por la línea ferroviaria de Ilfracombe que corría desde Barnstaple, pero esta línea se cerró en 1970. En la actualidad, la estación ferroviaria nacional más cercana está en Barnstaple y hay autobuses que proporcionan el enlace de transporte público desde allí a Ilfracombe. Hay varios servicios regulares de autobús que operan desde Ilfracombe. Estos servicios incluyen:
- Stagecoach 21: Ilfracombe - Braunton - Barnstaple - Fremington - Bideford - Hacia el oeste Ho!
- Filers Travel 31: Ilfracombe - Woolacombe - Morthoe
- Filers Travel 301: Barnstaple - Devon Del norte Hospital - Ilfracombe - Combe Martin

También hay varios itinerarios más cortos (los números 33, 34, 35, 36) alrededor de la ciudad, administrados por Filers Travel. Un servicio de autocar nacional diario (dos veces al día durante el verano) operado por la ruta 502 de National Express conecta Ilfracombe con la estación de autobuses Victoria (Victoria Coach Station) de Londres que pasa también por el aeropuerto de Heathrow.

### Ferry

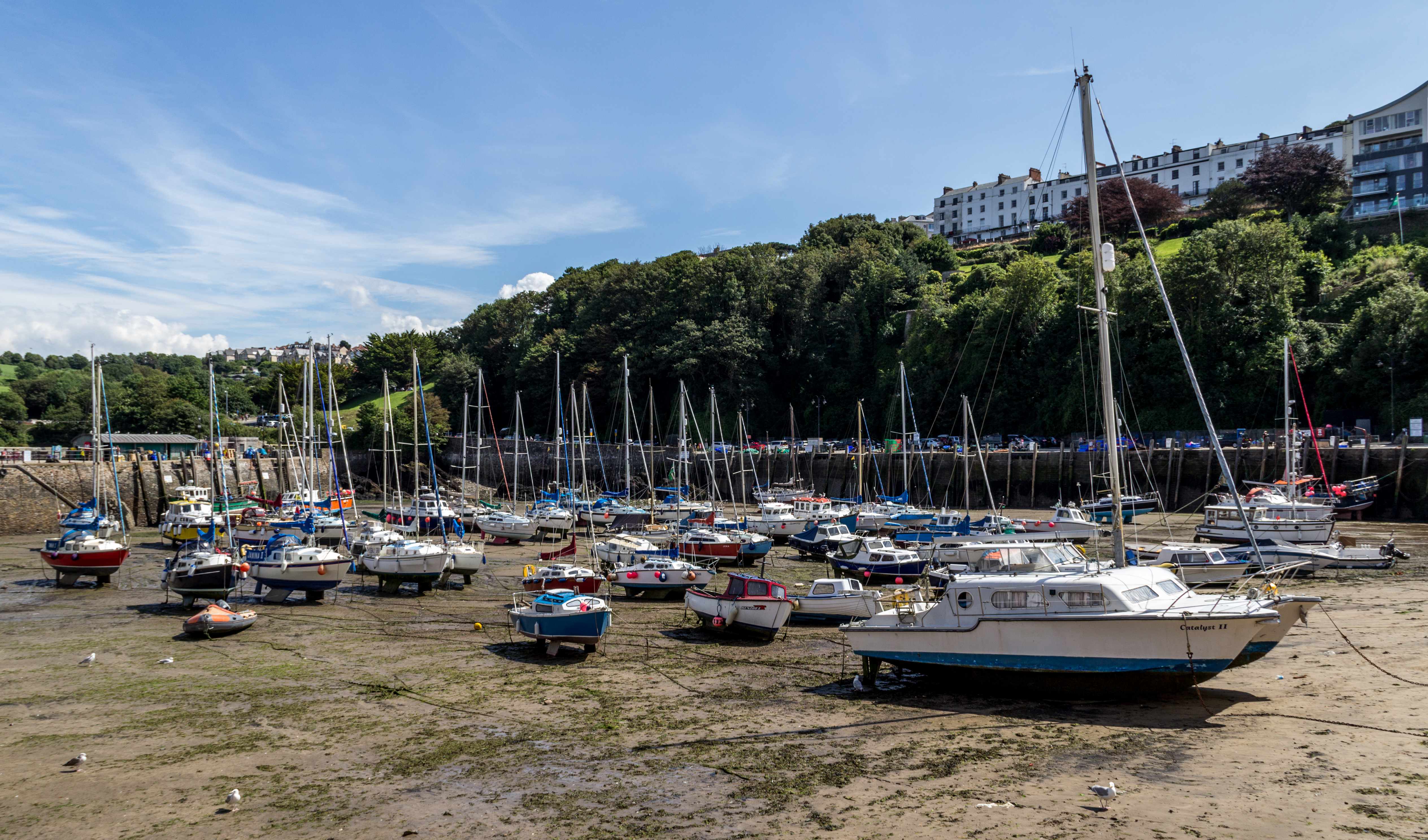
Puerto de Ilfracombe.

Los primeros barcos de vapor llegaron a Ilfracombe en 1823, y pronto se desarrolló un servicio regular entre Bristol y Swansea. El 16 de mayo de 1873 se abrió un muelle de paseo de madera para permitir el atraque de los vapores de placer bajo todas las mareas. El 23 de junio de 1894, se informó en el Ilfracombe Chronicle que más de 2.500 personas llegaron en no menos de siete barcos, los describe como "buques cómodos y bien equipados con una excelente reputación de velocidad y comodidad". Además de los turistas, los barcos transportaban trabajadores, ganado muerto y otras mercancías hacia y desde la ciudad. El barco PS Waverley llegó por primera vez a Ilfracombe en 1887, después de que sus propietarios, P. y A. Campbell lo trajeron a Bristol como su primer barco de vapor de placer para trabajar en el Canal de Bristol. El deterioro del muelle de madera y la demolición de partes durante la Segunda Guerra Mundial llevaron a que se requiesiera un nuevo muelle. La madera se reemplazó por hormigón armado y se aumentó el espacio de estacionamiento. El nuevo muelle se abrió el 6 de julio de 1952.
Un ferry de pasajeros de temporada, operado por MS Oldenburg, hace el trayecto desde el puerto a la isla de Lundy. Los barcos de recreo, incluidos MV Balmoral y PS Waverley , operan cruceros desde Ilfracombe, que incluyen cruces a Porthcawl. Sin embargo, debido a los crecientes costos del combustible, estos servicios están bajo amenaza. [22] Se propuso un servicio de ferry con base en catamarán desde Ilfracombe a Swansea, sin embargo, este servicio no ha comenzado, según los informes, debido a que no se han recibido las instalaciones adecuadas de atraque en Swansea.

## Educación
Las necesidades educativas de la ciudad son atendidas por tres escuelas: una escuela infantil, una escuela primaria y la Academia Ilfracombe . Cada una de estas escuelas se encuentran entre las más grandes de su tipo en Devon. La Academia Ilfracombe atiende las necesidades de los residentes de Ilfracombe y aquellos en el área costera del norte de Devon hasta Lynton y Lynmouth en la frontera del condado de Somerset . Es un centro reconocido a nivel nacional para Estudios de Medios y en 2004 fue galardonado con el Estatus de Artes Media. Al completar un nuevo bloque de arte en 2007, el estatus de especialista de la escuela se convirtió simplemente en arte. Otros cursos educativos y cursos vocacionales son dirigidos por la escuela.
El Museo Ilfracombe fue inaugurado en 1932 en la lavandería victoriana del Hotel Ilfracombe y contiene atracciones de todo el mundo, incluyendo murciélagos en escabeche y el gatito de dos cabezas. [24] También contiene elementos y fotografías de interés ferroviario local, incluido uno de los tableros de nombres concretos de la estación de ferrocarril local ahora cerrada, que se puede ver en la pared frontal del museo; y una colección de piezas de pasteles de boda victorianos. También tiene paneles de roble rescatados de los restos del HMS Montagu .
Ilfracombe también tiene una biblioteca localizada en el Residencial Candar Desarrollo de Jubilación.

## Lugares de interés

### Sitios religiosos

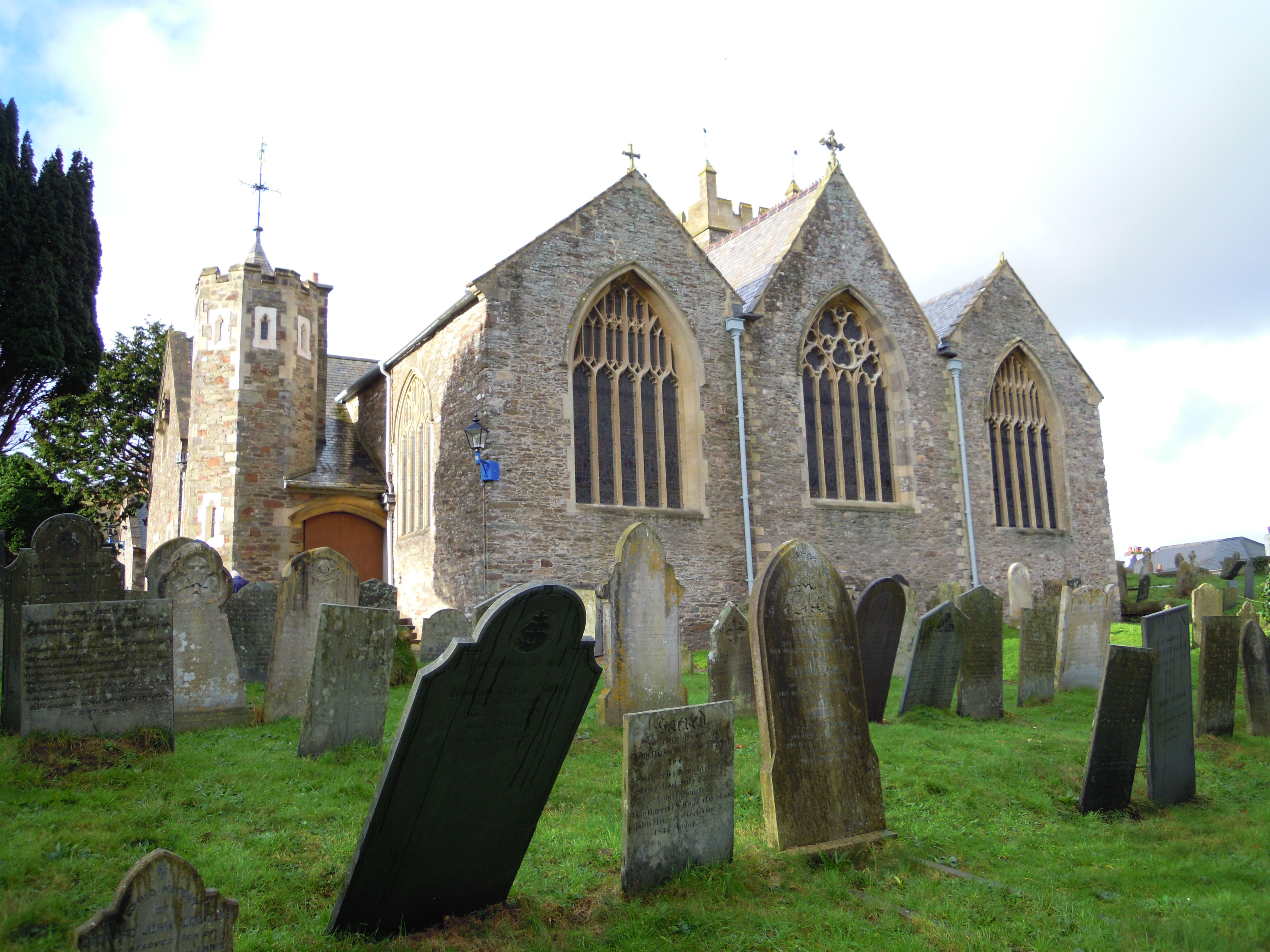
La Iglesia Holy Trinity es la iglesia parroquial de la ciudad.

Ilfracombe tiene iglesias cristianas de varias denominaciones. La principal iglesia anglicana es la iglesia parroquial, Holy Trinity, que es la iglesia madre de St Peter's en Highfield Road. Varias otras iglesias se identifican como evangélicas, pero difieren en el trasfondo denominacional. Estas incluyen: San Felipe y la Iglesia de San Jaime, cuyo fondo es anglicano; tres iglesias libres: la Iglesia Evangélica Brookdale y la Iglesia Cristiana de la Fraternidad Ilfracombe, de las cuales la segunda es la tradición más carismática  la Iglesia Bautista de Ilfracombe de los Bautistas en High Street. También está la Iglesia Católica Nuestra Señora Estrella del Mar en Runnacleave Road, la Iglesia Metodista/Reformada Emmanuel en Wilder Road, y la iglesia del Cuerpo de Salvación del Ejército en Torrs Park, por Bath Place. Hay un lugar de reunión de los Testigos de Jehová en Victoria Road.

### Faro
Desde al menos mediados del siglo XVII, se ha proyectado una luz desde la capilla del siglo XIV en lo alto de Lantern Hill para guiar a los barcos que ingresan al puerto. La luz sigue funcionando, y se dice que es el faro más antiguo de Gran Bretaña. La linterna actual fue instalada por Trinity House en 1819. Actualmente, la autoridad portuaria opera la luz y el edificio de la lista de Grado I es propiedad del Consejo de North Devon. El culto regular en la capilla cesó en la Reforma anglicana, y durante un tiempo el edificio sirvió como cabaña para los fareros, antes de caer en alguna ruina. Sin embargo, fue restaurado en 1962 por el Rotary Club local, bajo cuyos auspicios la capilla está abierta a los visitantes en los meses de verano.

## Deportes y actividades de ocio
Ilfracombe Rugby Union Club se fundó en 1877 y acoge a jugadores de 16 a 61 años de edad.
Ilfracombe Golf Club (ubicado justo después de Hele Bay) fue fundado en 1892.
El club de criquet, formado en 1923, juega en los campos de Killacleave.
Ilfracombe Running Club se formó en octubre de 2013 y está afiliado a England Athletics. Se reúnen en Ilfracombe Town FC a las 7:00 p. m. los jueves por la noche.
Ilfracombe Town Football Club, que juega en Marlborough Park, cerca del Ilfracombe Arts College, compite en la Premier Division de la North Devon Football League después del primer equipo que antes competía en la Western League, pero luego se retiró luego de una votación del comité. El club tiene 2 equipos masculinos, un equipo femenino y 3 equipos juveniles.
Hay un gimnasio cubierto y abierto a la calle y otro gimnasio al aire libre en Oxford Park. La naturaleza rural y ondulada del terreno local ofrece muchas oportunidades para hacer ejercicio al aire libre.  
Hay un club de tenis que se encuentra en Bicclescombe Park, que contiene varias canchas de tenis, reservables por una pequeña cantidad tanto para turistas como para usuarios locales.
La piscina local admite muchas actividades: natación de ocio, natación competitiva y clases de salvamento para todos los grupos de edad. Es el centro de un gran club de natación y clubes independientes de salvamento de aguas tranquilas, todos los cuales participan anualmente en competiciones nacionales.
Los entusiastas de los bolos verdes planos tienen un centro en el Ilfracombe Bowling Club en Highfield Road.
En Fore Street, hay un centro de tenis de mesa afiliado a nivel nacional, con equipos que van desde jóvenes hasta veteranos. Hay sesiones de iniciación celebradas semanalmente, además de las competiciones de la liga principal.
Las actividades marítimas incluyen un popular club náutico y un club de botes Gig de rápido crecimiento con tres barcos, que ahora compite en los campeonatos del mundo. La mayoría de los lunes y jueves, los cadetes marinos locales de Ilfracombe se reúnen cerca del puerto, en lo que fue la antigua fábrica de cuerdas en Ropery Road. También hay un club de kayak y piragüismo y un gran club subacuático.
Otros equipos deportivos de la ciudad incluyen Hash Harriers Running Club y muchos equipos de bolos y dardos operados en las numerosas instalaciones autorizadas en la ciudad. Una liga local de Euchre está activa durante el invierno, así como muchas ligas de prueba.
En 2008, el ayuntamiento era propietario del Centro Comunitario Slade, operado por un grupo comunitario independiente, que fue rebautizado como "Vision". Es la sede de un club de Aikido y un club de kick boxing, así como numerosas actividades para niños más pequeños. En la estación de bomberos tiene su  lugar un club de boxeo, donde se practica dos veces por semana. Hay clubes de baile modernos y tradicionales activos, incluyendo Morris Dancing.
Hay una gran fraternidad de pesca en el mar, tanto en la costa con barcos propios o alquilados, y desde la costa en varias playas y lugares "calientes".
Numerosos grupos de entusiastas horticultores liderados por voluntarios trabajan juntos bajo el lema "Greener Ilfracombe". El comité de Iracorbe en Bloom ha liderado con éxito la ciudad en la competencia nacional y regional durante décadas. Desde el año 2000, se han abierto 3 jardines comunitarios en tierras poco utilizadas o abandonadas. Estos son Cow Green, un jardín recreativo, y Calf Laston Greens (pequeñas parcelas de inicio) y un increíble proyecto comestible con un café no esperdicio. Trans-send y Devon Community Resource Cic (que opera el huerto comunitario de manzanas en Hele) también están afiliados. Se ha formado un nuevo grupo para apoyar la investigación del Patrimonio Inglés sobre la importancia histórica del asentamiento de la Edad de Hierro de Hillsborough. Hay un próspero grupo de Cementerios cuyos voluntarios han rejuvenecido el antiguo cementerio alrededor de la Iglesia de Holy Trinity  y organiza regularmente "Dead Famous" en Ilfracombe, camina y habla, dando los antecedentes a los residentes enterrados en los terrenos.
A pesar del terreno montañoso, Ilfracombe se encuentra en el extremo norte de la ruta 27 de la National Cycle Network, conocida como la ruta ciclista de Devon Coast a Coast, que comienza en el muelle (estación de reloj en Pier Tavern) y termina en Plymouth. Hay otro camino costero adecuado para el ciclismo que comienza en el muelle que se dirige hacia el este hacia Minehead (camino considerado como "arduo"). Un nuevo evento en 2010, organizado por North Devon Wheelers es una carrera ciclista de giro alrededor de la ciudad celebrada como un prólogo del carnaval anual. En septiembre de 2011 se celebró el primer triatlón de Ilfracombe en "la madre de todos los cursos cortos" 400m de natación en el mar, 22 km de bicicleta, y 5 km de carrera a pie.
El sendero de la costa suroeste que conecta Minehead en Somerset con Dorset, a través de Land's End, atraviesa la ciudad desde Hele Bay hasta Lee Bay, a través del puerto de Ilfracombe.
La primera persona en nadar las 30½ millas náuticas (56.5 km; 35.1 millas) entre Ilfracombe y Swansea fue Gethin Jones, quien logró el récord el 13 de septiembre de 2009, demorando casi 22 horas. Una doctora de Swansea nadó el cruce en 2016 ... tomando 7 horas 30 minutos.

## Desarrollo económico

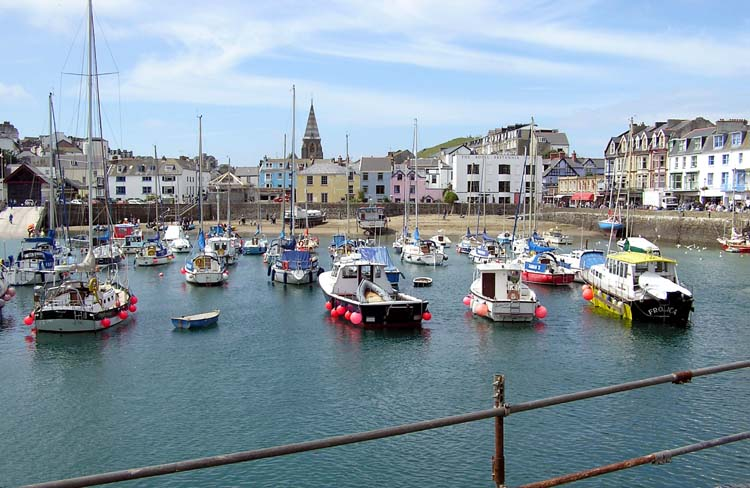
Vista del puerto de Ilfracombe.

Desde 2001 hubo un programa de regeneración económica dirigido por Ilfracombe & District Community Alliance MCTI, una compañía de interés comunitario diseñada para fomentar el emprendimiento social . Después de una amplia consulta comunitaria, este programa desarrolló una estrategia económica comunitaria para los próximos veinte años publicada en 2005.
El ayuntamiento que trabaja con el Consejo del Distrito de North Devon está formulando planes para las estructuras económicas y físicas de la ciudad. Los desarrollos propuestos son: la mejora del área del puerto; [30] Una extensión grande (500 viviendas) a la ciudad en terreno elevado hacia el sur. Hay un desarrollo a largo plazo del sitio de la estación de autobuses en ruinas basado en planes desarrollados por Terence O'Rourke; [31] y la creación de mejores instalaciones de apoyo y recreación para jóvenes en el lado este de Larkstone del área del puerto.
El ayuntamiento, trabajando con GOSW, SWRDA y NDDC, con el apoyo de Alliance y Transform, desarrolló las oficinas del consejo en un recurso de capacitación comunitaria en el centro de la ciudad: "The Ilfracombe Center". [32] En 2006, se espera que los principales desarrollos de la industria del ocio de John Fowler, un operador local de campamentos de vacaciones, ayuden a cambiar la economía local al turismo. Esto combinado con la inversión de patrocinadores como Damien Hirst (quien con su pareja Mia recientemente financió un restaurante propiedad de Simon Brown, No 11 The Quay, en Harbor Quay Road, está desarrollando una casa de huéspedes boutique en Torrs, además de ser propietaria de otras propiedades dentro de la ciudad) y la introducción de un alojamiento de alta calidad debería hacer de Ilfracombe un destino más atractivo para los amantes de la comida y los turistas.
El Ayuntamiento de Ilfracombe en asociación con el Consejo del Distrito de North Devon hizo una oferta exitosa bajo la agenda de "coalición" de la coalición para operar un plan piloto de Presupuesto Comunitario. El trabajo para desarrollar este esquema ha sido un gran avance para la comunidad.  

## Cultura

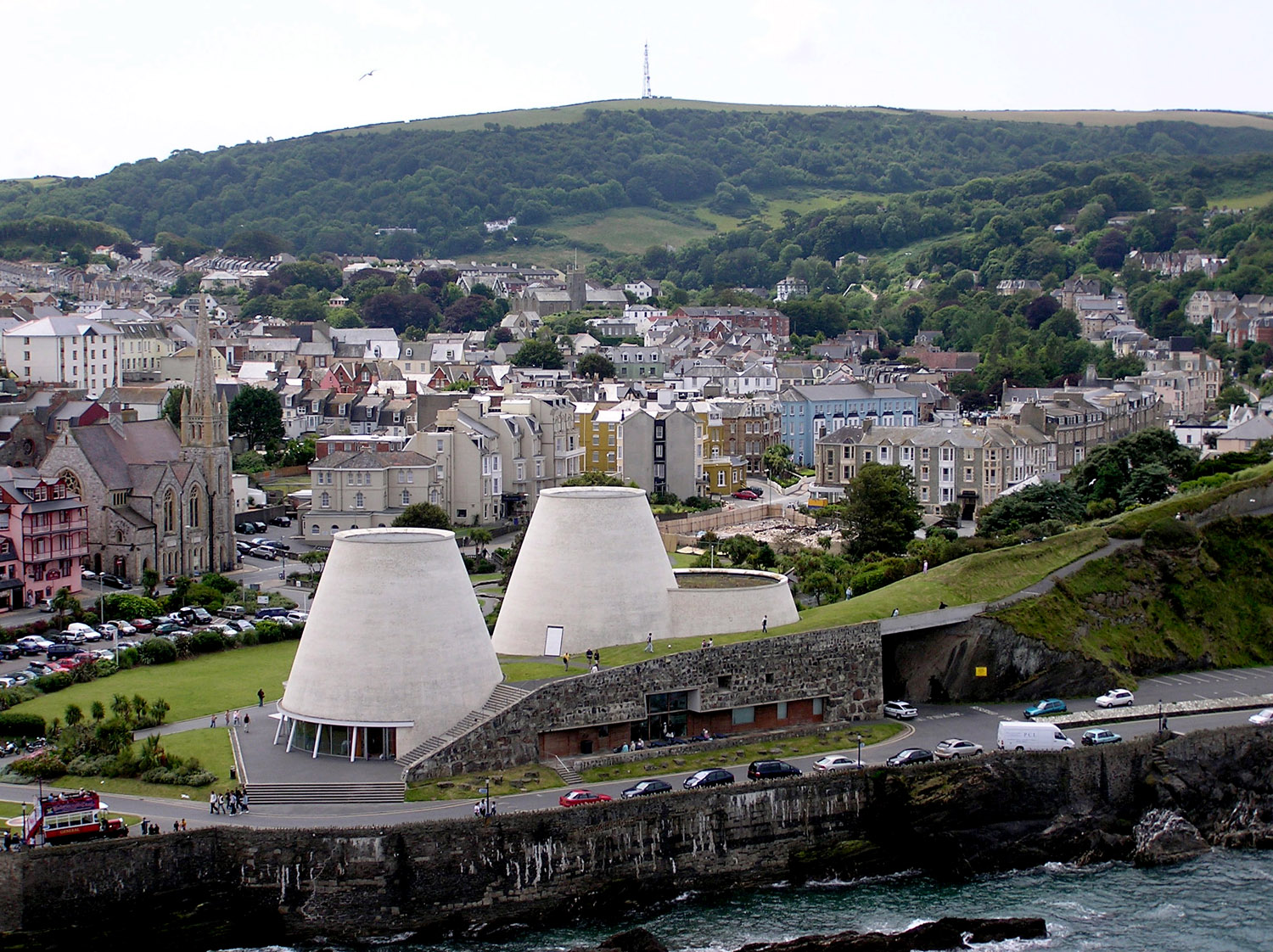
Teatro Landmark de Ilfracombe. La Iglesia Emmanuel aparece a la izquierda y la iglesia parroquial al fondo.

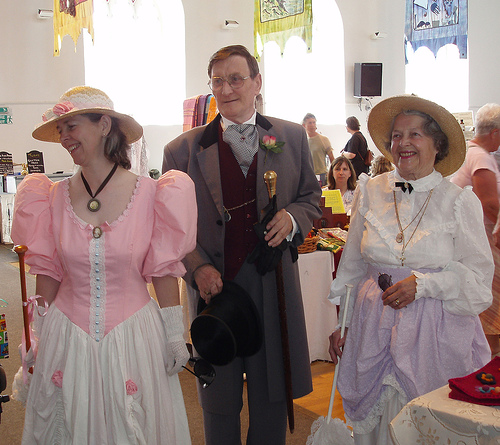
Lugareños que disfrutan de la 'Semana victoriana' en los mercados de agricultores, vestidos con el atuendo victoriano tradicional.

Cada año, los residentes y escolares de Ilfracombe celebran su historia local. Estas celebraciones incluyen seis carnavales: un Primero de Mayo, encabezado por una celebración ambulante "verde", es un sucesor de los eventos del Primero de Mayo celebrados durante siglos hasta que la iglesia los reprimió en el siglo XIX debido a su comportamiento desenfrenado, licencioso y borracho. La Ilfracombe Victorian Celebration, [33] es un programa de eventos de una semana de duración que se celebra anualmente en junio para celebrar una época de prosperidad en la ciudad; una gran procesión callejera de carnaval durante agosto, organizada por los Ilfracombe Lions. El festival "Mar Ilfracombe" en septiembre y el Lighting of the Lights celebrado en noviembre; y en Navidad, en Christingle.
Un mercado de agricultores se lleva a cabo regularmente en el Centro Comunitario Lantern en High Street. Junto al Landmark Theatre hay un pequeño museo, ubicado en los edificios de la lavandería del antiguo Hotel Ilfracombe. Para aquellos con intenrés literario hay un grupo de autores/escritores de Ilfracombe.
La ciudad alberga 10 pequeñas galerías de arte, incluidas las gestionadas por la Sociedad de Arte en su galería en el Arcade en el paseo marítimo, el vestíbulo del Landmark Theatre, el Quay y en "Number Eleven, The Quay" dentro del cual hay muchas obras de Damien Hirst, incluyendo mariposas, farmacias, pequeñas estatuas y diseños de papel tapiz. En octubre de 2012, Damien Hirst prestó la estatua Verity  al Consejo de Distrito. Es una pieza controvertida, pero guía a los marineros hacia la seguridad del puerto. En la ciudad viven muchos artistas que trabajan con Damien Hirst (ganador del Premio Turner de arte contemporáneo 1996). El artista ganador del Turner Prize 2011, George Shaw, tiene un estudio y ahora vive en la ciudad.
Otros dos eventos de caridad se organizan cada verano por la Ilfracombe Round Table. [34] Ambos utilizan Ilfracombe Pier como área de visualización. El primero de ellos es el concurso anual "South West Birdman" que involucra a los participantes que buscan 'volar' desde el muelle en máquinas voladoras caseras. El segundo evento es el "Día de Rescate", una oportunidad para que los miembros del público conozcan las actividades de los servicios de emergencia. Lo más destacado del día es un rescate simulado  aire-mar que incluye el lanzamiento del bote salvavidas Ilfracombe RNLI, un helicóptero Sea King del Escuadrón 22 de la RAF, el equipo Exmoor Search and Rescue y los servicios locales Fire, Ambulance y HM Coastguard.

### Artes escénicas
Small Pond Productions es el principal grupo teatral en Ilfracombe. Celebra musicales, conciertos y obras de teatro durante todo el año. Ilfracombe Musical Productions lleva a cabo un espectáculo de variedades de larga duración todos los años en el Landmark Theatre, durante la celebración de la Semana Victoriana, en ayuda de buenas causas locales y ha recaudado más de £ 80,000 de estos eventos. Studio Theatre es un grupo de teatro comunitario, creado en 1984, que presenta una gran variedad de obras teatrales, desde obras clásicas hasta obras experimentales durante todo el año en locales de Ilfracombe y en todo el norte de Devon. Studio Theatre realizó su producción número 100, The Heiress , en mayo de 2008. Estas tres principales compañías teatrales están afiliadas a 'The Space', que es un edificio comunitario multifuncional que alberga eventos comunitarios y teatrales.

### Otros
A principios de la década de 1990, el equipo del popular reality show inglés Challenge Anneka trasladó la vieja y redundante biblioteca de madera del sitio Hermitage a "Burnside" en el corazón de la propiedad de Slade Valley, para utilizarla como centro de propiedad comunitaria.

## Incendios en Ilfracombe
El Gran Incendio de Ilfracombe comenzó a las 12:40 a. m. de la noche del 28 de julio de 1896 en el sótano de la tienda de herrería y muebles del Sr. William Cole en la esquina de las calles Portland y Fore Street. La brigada de bomberos voluntaria local lo pudo poner bajo control a la mañana siguiente. El equipo completo de la brigada de bomberos era un motor Merryweather manual, un carro con carrete de manguera y una escalera telescópica con ruedas. En total treinta y cinco casas y locales comerciales y sus contenidos fueron destruidos. Más tarde ese año, la brigada de bomberos recibió medallas y £ 2 cada una en una cena en su honor en el Royal Clarence Hotel. El daño se estimó en su época entre £ 80,000 y £ 100,000.
La misma área de la ciudad fue alcanzada por un incendio dos veces durante la década de 1980. Primero, el 12 de diciembre de 1981 en la tienda de pinturas de Draper en la parte superior del edificio en la esquina de Portland Street y Fore Street. Este incendio se contuvo rápidamente, sin embargo los vapores de la pintura quemada significaron que gran parte del área local fue evacuada durante la noche. El segundo incendio, mucho más grande, comenzó a las 2:30 a. m. de la noche del 2 de septiembre de 1983 en la galería comercial debajo del hotel Candar. En este fuego se perdió una vida. Ambos incendios establecieron paralelismos con el Gran Fuego en los medios de la época. El sitio Arcade de Candar se convirtió en los apartamentos residenciales protegidos de Candar (la apertura de los apartamentos Candar fue el último compromiso público realizado por Charles y Diana, como Príncipe y Princesa de Gales en 1992).
Otros incendios en Ilfracombe incluyen: el 17 de mayo de 1985, el castillo Beacon fue devastado por un incendio. El 5 de agosto de 1991, el Mount Hotel fue destruido por un incendio. El 24 de enero de 2001 el Hotel Cecil; El 14 de enero de 2004, la sala de juegos en el paseo marítimo cerca de Susan Day Residential Home fue destruida por un incendio. El 17 de noviembre de 2004 y el 13 de febrero de 2005, el Cliffe Hydro sufrió incendios.
Poco antes de las 19:00 BST del miércoles 8 de agosto de 2006, se produjo un incendio en el abandonado Montebello Hotel en Fore Street, Ilfracombe. Se necesitaron veinte camiones de bomberos para apagar el incendio, incluido un número que fueron llevados desde Woolacombe, Barnstaple y el condado fronterizo de Somerset. Se trajo equipo especializado desde lugares tan lejanos como Exeter, y según las noticias de la radio local, 85 bomberos estuvieron involucrados en el incendio. El fuego se extendió a tres propiedades vecinas y derramó escombros sobre una amplia área. El hotel de seis pisos quedó completamente destruido, con solo la pared frontal, las chimeneas y los restos del marco del hueco del ascensor sobrevivieron al fuego, y el fuego todavía se amortiguaba al día siguiente. Fore Street estuvo cerrada durante un tiempo debido a las dificultades de la demolición.
El edificio finalmente fue demolido cuando se determinó que el fuego lo había dejado estructuralmente defectuoso. Esto causó dolores de cabeza adicionales para los servicios de emergencia, ya que los miembros curiosos del público ignoraban las barreras de seguridad en un intento de ver los restos con mayor claridad. El sitio se remodelará como alojamiento residencial, aunque, en noviembre de 2013, no se había iniciado ningún trabajo en el sitio.
Esta historia de los grandes incendios de Ilfracombe tiene que tomarse en el contexto del número, tamaño y antigüedad de muchos hoteles victorianos. Una pantalla completa en el museo local muestra mientras que el tamaño de los edificios puede ser grande, la frecuencia de tales conflagraciones es comparativamente baja y la justificación de por qué Devon y la autoridad de bomberos y rescate de Somerset transfirieron la gran escalera de extensión de la estación Ilfracombe a Barnstaple.